# Луций Папирий Мугилан (консул 427 пр.н.е.)
Вижте пояснителната страница за други личности с името Луций Папирий Мугилан.
Луций Папирий Мугилан (на латински: Lucius Papirius Mugillanus) e политик на ранната Римска република през 5 век пр.н.е.

## Биография
Произлиза от клон Мугилани на фамилията Папирии. Син е на Луций Папирий Мугилан (суфектконсул 444 пр.н.е., цензор 443 пр.н.е.). Баща е вероятно на Марк Папирий Мугилан (консул 411 пр.н.е.) и Луций Папирий Мугилан/Луций Папирий Крас (военен трибун 382, 380 и 376 пр.н.е.).
През 427 пр.н.е. Мугилан e консул с колега Гай Сервилий Структ Ахала. През 422 пр.н.е. e консулски военен трибун, а през 420 пр.н.е. interrex.